# Череда хендерсонская
Череда хендерсонская (лат. Bidens hendersonensis) — вид деревянистых растений рода Череда (Bidens) семейства Астровые (Asteraceae), распространённый в густом низкоствольном лесу на двух островах, входящих в Острова Питкэрн.

## Ботаническое описание
Высокий кустарник или дерево, до 4 м высотой, толщина стебля у основания 2,5 см. Корзинки собраны в кисти.

## Внутривидовые таксоны
В рамках вида выделяют несколько разновидностей:
- Bidens hendersonensis var. hendersonensis — встречается на острове Хендерсон, охранный статус Красной книги МСОП — VU[2];
- Bidens hendersonensis var. oenoensis Sherff (1937) — меньше в размерах, меньше корзинок в кисти и крупнее листья, растёт на атолле Оэно, в отличие от других разновидностей имеет статус «На грани исчезновения» (CR)[3];
- Bidens hendersonensis var. subspathulata Sherff (1937) — отличается от типовой разновидности формой листьев и корзинок, растёт на острове Хендерсон, охранный статус — VU[4].